# 水戸東照宮
水戸東照宮（みととうしょうぐう）は、茨城県水戸市にある神社である。旧社格は県社で、現在は神社本庁の別表神社。正式名称は東照宮で、一般には「権現さん」と呼ばれている。
徳川家康（東照公）を主祭神とし、徳川頼房（威公）を配祀する。

## 歴史
元和7年（1621年）、家康の十一男で水戸藩の藩祖である頼房が、父の家康を祀るために景勝地の霊松山に創建した。中央に東照大権現、左に山王権現、右に麻多羅神（唐の青龍寺の鎮守神で、比叡山の鎮守である日吉大神と同神とされる）が祀られ、創建当初は「三所権現」と称していた。元和10年に2代将軍秀忠の霊屋が建てられ、以降、歴代将軍の霊が相殿として祀られた。鎮座地名は、元禄12年（1699年）、2代藩主光圀によって「常磐山」（ときわやま）に改められた。
大照寺が別当寺となり、創建以来仏式で祭祀が行われていたが、天保14年（1844年）、寺院整理を進めていた9代藩主斉昭によって寺僧は罷免され、神式に改められ、仏教色の強い左右の配神二座が除かれた。江戸幕府の祖・家康をまつる東照宮を寺院整理の対象にしたために幕府などの批判を受け、斉昭の隠居の一因になったとされる。
1875年（明治8年）に県社に列格した。1936年（昭和11年）、水戸藩主頼房を配祀した。1966年（昭和41年）、神社本庁の別表神社に加列された。
創建当時からの社殿は1917年（大正6年）に当時の古社寺保存法に基づき特別保護建造物（文化財保護法下の「重要文化財」に相当）に指定されたが、1945年（昭和20年）に戦災で焼失、1962年（昭和37年）に再建された。
2012年（平成24年）4月17日、戦争による焼失からの復興50周年を記念して、社務所の竣工奉祝大祭が挙行された。2010年（平成22年）4月に着工し、当初は2011年（平成23年）3月に完成予定であったが、東日本大震災の影響で1年ほど延期した。

## 社務所
建物は鉄骨造2階建、延床面積990m2である。1階には儀式殿と社務室、2階には大会議室がある。

## 文化財

### 重要文化財（国指定）
- 太刀 銘則包作（附 糸巻太刀拵）[4][5]

### 茨城県指定文化財
- 総毛引紅糸威胴丸具足（茨城県立歴史館寄託）[6][7]

### 水戸市指定文化財
- 銅造灯篭[8]
- 銅造釣灯篭（茨城県立歴史館寄託）[9]
- 三十六歌仙扁額（茨城県立歴史館寄託）[10]
- 安神車[11]

#### 安神車
水戸藩9代藩主徳川斉昭が作成させた日本最古の「戦車」といわれるもの。装甲牛車といったようなもので、鉄板で囲まれた中に兵士が入り四方に設けられた銃眼から射撃できるようにしたもの。鎧を着せた牛に引かせた。一方の屋根に窓を開けているのは、ここにガラスに仕組んだ磁石をはめ、外部をのぞかなくとも方角や行動がわかるように考案されたもので、床に穴が開いているのは行動が長期にわたる場合の不浄用のためのものである。実戦に使われることは無かった。

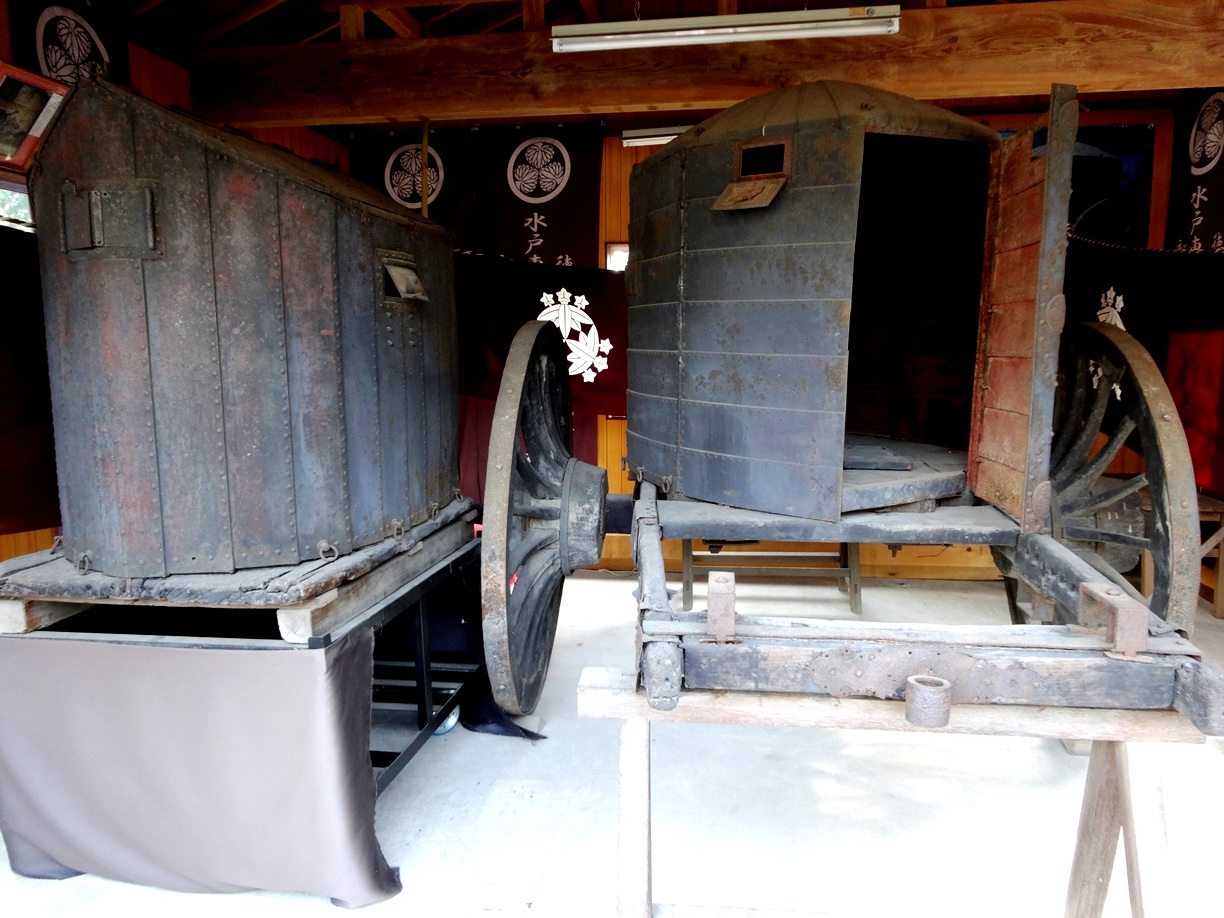
安神車
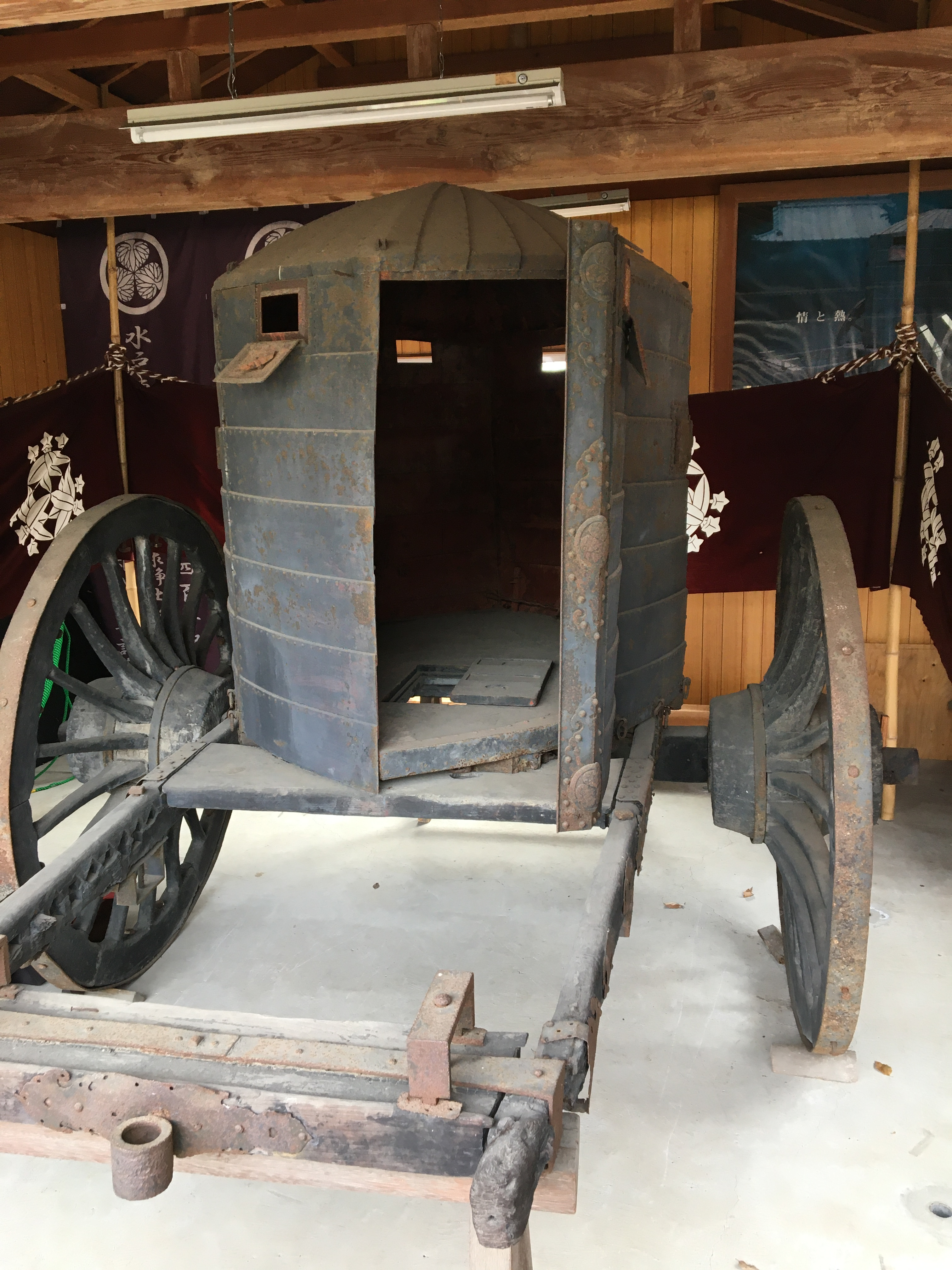
日本最古の戦車
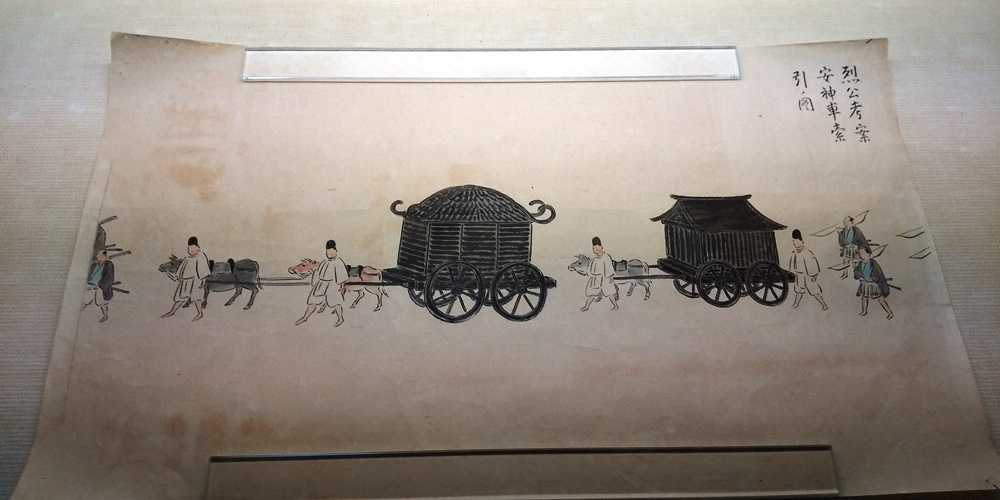
烈公考案安神車牽引ノ図（複製　弘道館所蔵）